# Assesse
Assesse (en wallon Assèsse) est une commune francophone de Belgique située en Région wallonne dans la province de Namur, ainsi qu’une localité où siège son administration.

## Géographie
La commune couvre une superficie de 78,73 km2 et comptait 7 098 habitants en 2020. La densité était de 90,15 habitants par km2.
Le village est ceinturé par deux cours d'eau, le Bocq et le Samson, tous deux affluents de la Meuse, ainsi que par deux voies routières expresses, la N4 (Namur-Marche) et l'E411 (Bruxelles-Luxembourg).

### Sections
| # | Nom               | Superficie (km²) | Habitants (2020) | Habitants par km² | Code INS |
| - | ----------------- | ---------------- | ---------------- | ----------------- | -------- |
| 1 | Assesse           | 14,87            | 1949             | 131               | 92006A   |
| 2 | Crupet            | 9,66             | 539              | 56                | 92006B   |
| 3 | Maillen           | 18,31            | 1059             | 58                | 92006C   |
| 4 | Sart-Bernard      | 7,82             | 1322             | 169               | 92006D   |
| 5 | Courrière         | 11,33            | 1467             | 129               | 92006E   |
| 6 | Sorinne-la-Longue | 4,73             | 323              | 68                | 92006F   |
| 7 | Florée            | 11,84            | 431              | 36                | 92006G   |

### Communes limitrophes
| Namur         | Namur / Gesves | Gesves |
| Profondeville | Assesse        |        |
| Yvoir         | Yvoir / Ciney  | Hamois |

## Population et évolution démographique

### Démographie: Avant la fusion des communes
- Source: DGS recensements population
- 1874: Scission de Sorinne-la-Longue (437 habitants)

### Démographie: Commune fusionnée
En tenant compte des anciennes communes entraînées dans la fusion de communes de 1977, on peut dresser l'évolution suivante:
Les chiffres des années 1831 à 1970 tiennent compte des chiffres des anciennes communes fusionnées.
- Source: DGS , de 1831 à 1981=recensements population; à partir de 1990 = nombre d'habitants chaque 1 janvier[2]

## Héraldique
|  | La commune possède des armoiries octroyées le 19 juin 2000. Blasonnement : D'azur à la bande d'or accompagnée de six besants de même postés deux et un en chef et un et deux en pointe. - Délibération communale : 1 avril 1999. - Arrêté de l'exécutif de la communauté : 19 avril 2000. |
|  | Drapeau d'Assesse : bleu chargé d'une laize diagonale descendante jaune accompagnée de six besants jaunes rangés de part et d'autre respectivement 2 et 1 et 1 et 2. DC 1 avril 1999 - AE 19 juin 2000                                                                                    |

## Politique et administration

### Conseil et collège communal 2024-2030
Ci-dessous, le tableau des résultats des élections communales de 2024.
| Parti | Parti   | Voix (2024) | Voix (2018) | % (2024) | % (2018) | +/-    | Sièges | +/- | Collège |
| ----- | ------- | ----------- | ----------- | -------- | -------- | ------ | ------ | --- | ------- |
|       | ECOLO   | 936         | 842         | 19,71%   | 18,23%   | 1.48 % | 3 / 19 | 0.0 | Non     |
|       | ALN     | 2.016       | 1.596       | 42,46%   | 34,56%   | 7.9 %  | 9 / 19 | 2.0 | Oui     |
|       | ACOR +  | 1.796       | -           | 37,83%   | -        | 0.0 %  | 7 / 19 | 7.0 | Oui     |
|       | Oxygène | -           | 113         | -        | 2,45%    | 0.0 %  | - / 19 | 0.0 | Non     |
|       | Acor+   | -           | 1.289       | -        | 27,91%   | 0.0 %  | - / 19 | 6.0 | Non     |
|       | @ROC    | -           | 220         | -        | 4,76%    | 0.0 %  | - / 19 | 0.0 | Non     |
|       | SAD     | -           | 476         | -        | 10,31%   | 0.0 %  | - / 19 | 1.0 | Non     |
|       | OSER    | -           | 82          | -        | 1,78%    | 0.0 %  | - / 19 | 0.0 | Non     |
| Total | Total   | 4 748       | 4 618       | 100 %    | 100 %    |        | 19     |     |         |

| Collège communal   |                         |                       |
| ------------------ | ----------------------- | --------------------- |
| Bourgmestre        | Gilles Graindorge       | MR - Assesse-la-Neuve |
| 1er Échevin        | Jean-Luc Mosseray       | Les Engagés - ACOR+   |
| 2e Échevin         | Xavier Mullens          | Assesse-la-Neuve      |
| 3e Échevin         | Vincent Wauthier        | Les Engagés - ACOR+   |
| 4e Échevine        | Marielle Mercier        | Assesse-la-Neuve      |
| Présidente du CPAS | Anne-Françoise Avalosse | MR - Assesse-la-Neuve |

### Liste des bourgmestres de 1830 à aujourd'hui
- Luc Bouveroux, de 2007 à 2013.
- Pierre Tasiaux, de 2013 à 2017, (CDH).
- Dany Weverbergh, de 2017 à 2020, (CDH).
- Jean-Luc Mosseray, de 2020 à 2024, (Les Engagés).
- Gilles Graindorge, à partir de 2024, (MR)[6].

## Patrimoine et culture

### Lieux et monuments

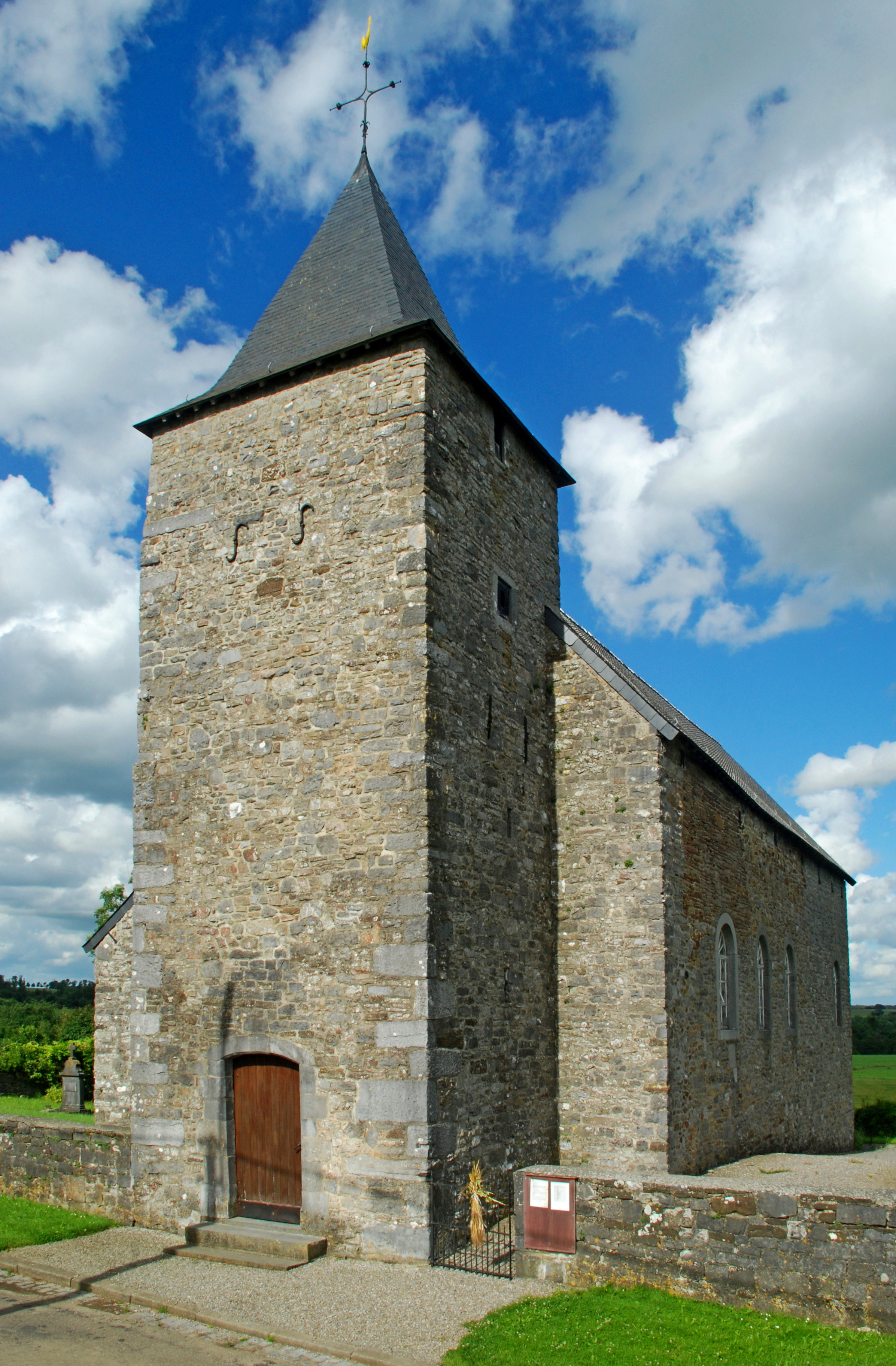
Église Saint-Martin d'Ivoy.

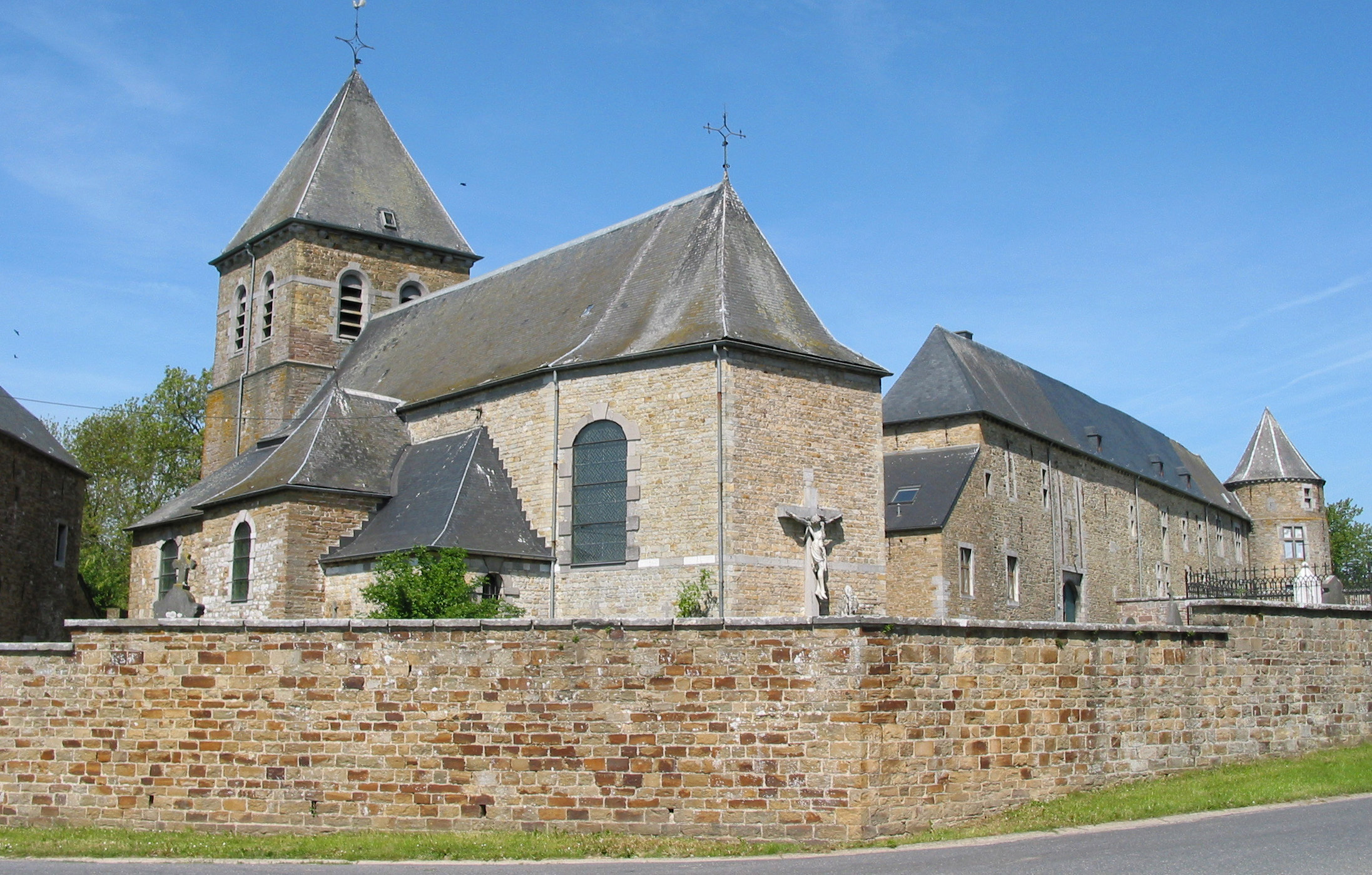
Château-ferme de Petit Courrière.

- Eglise Saint-Martin. Construite en style néo-roman en 1880 par l'architecte Glibert, les vitraux sont étés réalisées par J. Van Espen de 1957 à 1970[7].
- Ferme de Wavremont, route de Crupet. Construite par le seigneur de Crupet de Wavremont, Guillaume de Carondelet. Actuellement ferme transformée en 1968 et 1968[7].
- Ferme de Trignée, route de Crupet. Datant des XVIIIe et XIXe siècles[8].
- Château de Mianoye. Bâtiment de style néo-classique qui a remplacé un château Louis XIII daté de 1872[9].
- Chapelle Castrale Saint-Gilles, datant de 1731 en style classique[9].
- Le hameau d'Ivoy possède une église en partie romane et en partie classique : l'église Saint-Martin d'Ivoy, classée monument historique.
- Le trou d'Haquin est une cavité souterraine naturelle remarquable qui s'ouvre sur le territoire de la commune d'Assesse, dans la section de Maillen[10].
- Le château-ferme de Courrière est un immeuble classé situé dans le village de Courrière faisant partie de la commune d'Assesse. Celui-ci se situe au no 6 de la rue Bâtis.

## Personnalités
- Chanoine De Thy (1838-1917)[11], auteur de Viv Namur Po tot, curé de la paroisse d’Assesse et surtout connu en tant que chansonnier et auteur de pièces de théâtre.
- Henri Debehogne (1928-2007), astronome, né à Maillen, dans l'actuelle commune d'Assesse.
- Georges Gilkinet (1971-), député fédéral Ecolo, vice premier ministre depuis le 01 octobre 2020[réf. nécessaire].